# Gräberfeld von Amundtorp

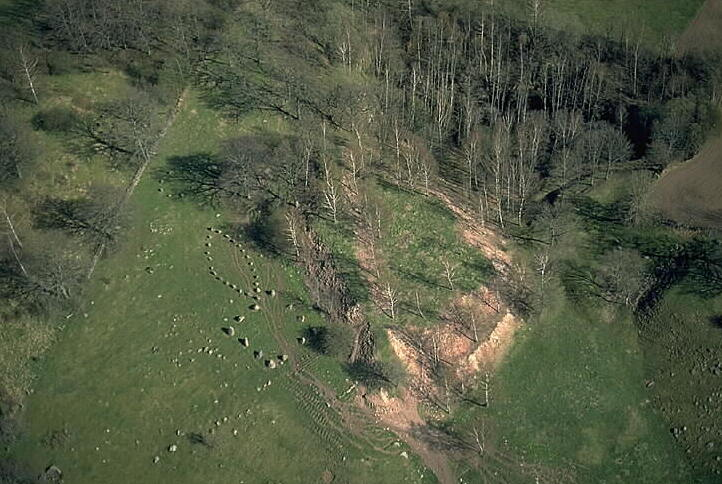
Gräberfeld von Amundtorp

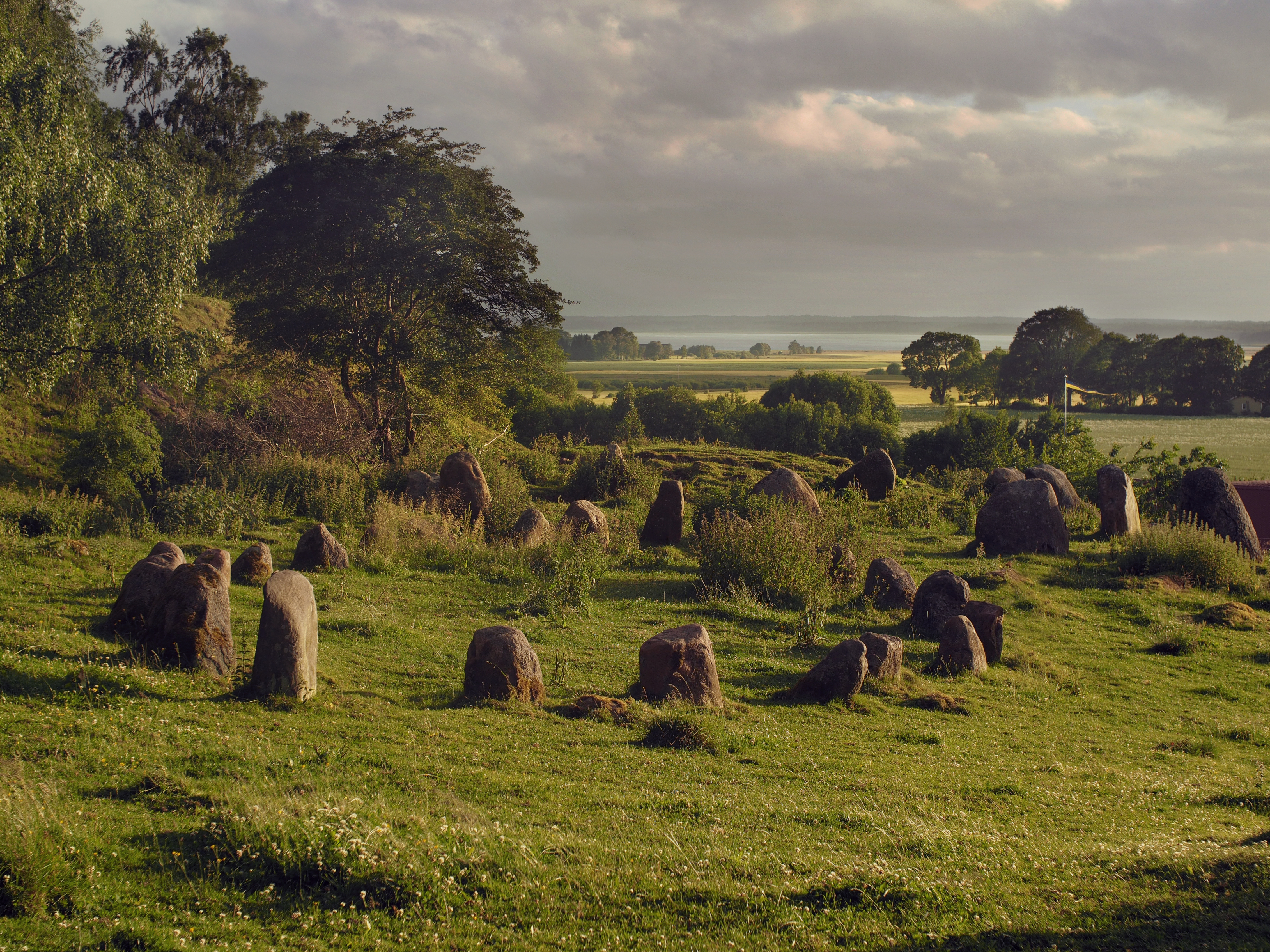
Schiffssetzung von Amundtorp

Das Gräberfeld von Amundtorp (Norra Lundby 62:1) liegt südlich von Varnhem und auf der Westseite des Berges Billingen, am Hügel Biskopskullen in der Provinz Västergötland in Schweden. Im 18. Jahrhundert hieß das Gräberfeld noch Högängen.
Das 140 m lange und 45 bis 25 m breite Gräberfeld stammt aus der jüngeren Eisenzeit (etwa 400–650 n. Chr.) Die Toten wurden zu dieser Zeit in der Regel verbrannt. Die Knochen und die verbrannten Beigaben gelangten in Urnen.
Auf dem Gräberfeld gibt es noch acht sichtbare Anlagen, darunter eine Röse, eine 24 m lange Schiffssetzung, mehrere Domarringe (deutsch „Richterringe“), zwei eckige Steinsetzungen sowie einen Runenstein. 1938 wurden zwei der Gräber untersucht. Innerhalb der quadratischen Steinsetzung fand sich eine Grube mit schwarzer Erde, verstreutem Leichenbrand, zwei bronzene Nadeln, verschiedenen Glasperlen sowie zwei Kämme aus der germanischen Eisenzeit (400–550 n. Chr.), die zu einem Frauengrab gehörten.
In der Nähe liegt das Gräberfeld von Lilla Lycke. 